# دورین نگراو
دورین نگراو (رومانیایی: Dorin Negrau) طراح مد اهل رومانی است.
او فعالیت حرفه‌ای خود را در اوایل دهه ۹۰ در زمینه مد در رومانی آغاز کرد.
در سال ۱۹۹۲ برند Dorin Negrau را تأسیس کرد و در سپتامبر ۲۰۱۴ برای اولین بار در هفته مد نیویورک شرکت کرد.
محصولات او را می‌توان در فروشگاه‌های مختلف در اروپا، ایالات متحده، خاورمیانه و آسیا خریداری کرد.